# Highland (Schotland)
Highland (Schots-Gaelisch: Gàidhealtachd) is een raadsgebied (council area) in de Schotse Hooglanden en het grootste raadsgebied in Schotland. Het grenst aan Moray, Aberdeenshire, Perth and Kinross, en Argyll and Bute, samen met Angus en Stirling. Highland bedekt het vasteland en de Binnen-Hebriden-gedeelten van de historische Schotse graafschappen Inverness-shire en Ross and Cromarty, Sutherland, Caithness en Nairnshire en enkele delen van Argyll en Moray.
Het gebied, ruim 25.000 km² groot, is ontstaan in 1975 uit de acht districten van Badenoch and Strathspey: Caithness, Inverness, Lochaber, Nairn, Ross and Cromarty, Skye and Lochalsh en Sutherland. In 1996 werden de districtsraden veranderd en de functies overgenomen door de nieuwe Highland-raad, genoemd naar de oude districten.
Het hoofdkantoor van het raadsgebied is gevestigd in Inverness.

## Politiek
- Onafhankelijken - 59
- Labour - 8
- Liberal Democrats - 7
- Scottish National Party - 6

### Leden van het Schotse Parlement
Voor de verkiezingen van het Schotse Parlement is het Highland-gebied verdeeld in de Highlands en de Eilanden, met acht "first past the post" (leden van het Schotse Parlement) en zeven MSPs. Drie van de kiesdistricten, gekozen door een MSP, zijn samen met het Highland-gebied: Caithness, Sutherland en Easter Ross, Inverness East, Nairn and Lochaber en Ross, Skye en Inverness West.

### Leden van het Parlement
In het Britse House of Commons van het Engelse Parlement is het Highland-gebied vertegenwoordigd door Members of Parliament (MPs) gekozen door drie constituties: Caithness, Sutherland and Easter Ross; Inverness, Nairn, Badenoch and Strathspey; en Ross, Skye and Lochaber.

## Bezienswaardigheden
- Ardclach Bell Tower
- Beauly Priory
- Bernera Barracks
- Cill Chriosd op Skye
- Cairn o'Get
- Cairngorms National Park
- Carn Liath
- Castle Tioram
- Cawdor Castle
- Cinn Trolla Broch
- Clachtoll Broch
- Het monument voor Crosskirk Broch
- Slagveld van Culloden
- Dun Grugaig, een galleried dun
- De brochs Dun Telve en Dun Troddan
- Dunrobin Castle
- Fearn Abbey
- Fortrose Cathedral
- Fort George
- Glenfinnan
- Glen Orchy
- Grey Cairns of Camster
- Hill o' Many Stanes
- Loch Linnhe
- Loch Lochy
- Loch Ness
- Rannoch Moor
- Ruthven Barracks
- Skibo Castle
- St Mary's Chapel
- Thurso Castle
- Urquhart Castle
- West Highland Way
- Castle of Old Wick

## Trivia
Invergorden is binnen de offshore industrie een bekende haven. Hier liggen doorgaans platformen te wachten voordat ze ingezet gaan worden.